# Rey Misterio Sr.
Miguel Ángel López Díaz (8. ledna 1958 – 20. prosince 2024) byl mexický profesionální wrestler a trenér. Vystupoval pod ringovým jménem Rey Misterio („Mystery King“). Byl také označován jako Rey Misterio Sr., aby se odlišil od svého synovce a známého wrestlera Reye Mysteria.

## Kariéra
Zpočátku své kariéry se věnoval boxu, než se rozhodl zvolit cestu profesionálního wrestlingu. Patřil mezi průkopníky akrobatického stylu Lucha libre. Debutoval v roce 1976. V 90. letech 20. století vystupoval ve společnosti World Championship Wrestling. V tomto období ukončil profesionální kariéru a začal se věnovat tréninku mladých zápasníků. Mimo jiné i svého synovce Reye Mysteria.

## Osobní život
Jeho syn je také zápasník, vystupuje pod jménem El Hijo de Rey Misterio.
Byl strýcem wrestlerů Reye Mysteria a Metalika, prastrýcem Dominika Mysteria a švagrem Super Astra.
V roce 2006 si zahrál menší roli ve filmu Wrestlemaniac.

### Smrt
Zemřel 20. prosince roku 2024 ve věku 66 let.

## Ocenění a úspěchy
- Asistencia Asesoría y Administración
  - IWC World Middleweight Championship (2x)
- Pro Wrestling Illustrated
  - PWI ranked him #373 of the 500 best singles wrestlers during the PWI Years in 2003
  - PWI ranked him #212 of the 500 best singles wrestlers of the PWI 500 in 2004
- Pro Wrestling Revolution
  - Revolution Tag Team Championship (1x)
- Tijuana Wrestling
  - America's Championship (1x)
  - Baja California Middleweight Championship (1x)
  - IWC Television Championship (1x)
  - Tijuana Welterweight Championship
  - Tijuana Tag Team Championship (3x)
- World Wrestling Association
  - WWA World Junior Light Heavyweight Championship (1x)
  - WWA Tag Team Championship (1x)
- World Wrestling Organization
  - WWO World Championship (1x)
- Xtreme Latin American Wrestling
  - XLAW Extreme Championship (2x)
- Other accomplishments
  - Tijuana Sports Hall of Fame (2006)